# Christian Lundeberg
Christian Lundeberg (Valbo, condado de Gävleborg, 14 de julio de 1842 - Estocolmo, 10 de noviembre de 1911), político sueco, primer ministro de su país entre el 2 de agosto y el 7 de noviembre de 1905.
Era hijo de Johan Ulrik August Lundeberg, dueño de un molino, y de Maria Eckman. Estudió en la escuela militar de Ultuna, y fue Löjtnant (aproximadamente equivalente a un lugarteniente) entre 1861 y 1874, tras lo cual dejó el servicio militar. Trabajó en la siderurgia del bruk de Forsbacka, donde fue gerente entre 1885 y 1906. Fue miembro de la Primera Cámara del Parlamento por el Partido Conservador y Proteccionista, convirtiéndose en su líder en 1889.
Lundeberg fue figura destacada durante las discusiones parlamentarias acerca de la unión entre Suecia y Noruega. Fue jefe de un comité que fue muy crítico con el gobierno de Johan Ramstedt, y que finalmente llevó a la dimisión de este. En junio de 1905, el rey encargó a Lundeberg formar gobierno. Creó una coalición de gobierno que en septiembre de ese mismo año alcanzó un acuerdo para permitir a Noruega la realización de un referéndum a favor o en contra de su independencia de Suecia. 
Tras la solución de la crisis de la Unión, Lundeberg intentó conseguir un mandato para continuar con la coalición de gobierno, con miras a resolver la cuestión del sufragio. Cuando su objetivo fracasó, volvió a ser miembro del Parlamento, y fue presidente de la Primera Cámara del Parlamento desde 1909 hasta su muerte en 1911.
| Predecesor: Johan Ramstedt | Primer ministro de Suecia 1905 | Sucesor: Karl Staaff |

- Datos: Q53286
- Multimedia: Christian Lundeberg / Q53286